# Roger De Neef
Roger De Neef (* 1. April 1906 in Lokeren; † 25. Oktober 2001 ebenda) war ein belgischer Radsportler und Lokalpolitiker.

## Sportliche Laufbahn
Roger De Neef war einer der populärsten und erfolgreichsten Sechstagefahrer  in den 1930er Jahren. Er startete bei insgesamt 35 Sechstagerennen, von denen er fünf gewann. Sein Standardpartner war der Lütticher Adolphe Charlier. Mit ihm gemeinsam bestritt er 23 Sechstagerennen, bei denen sie 14-mal auf dem Podium standen. 1929 gewann er gemeinsam mit Pierre Goossens das Kölner Sechstagerennen und 1933 das von Berlin mit Albert Buysse.

## Zweiter Weltkrieg und Nachkriegszeit
Im Mai 1940 befand sich De Neef anlässlich eines Sechstagerennens in Buenos Aires, als im Rahmen des Westfeldzuges sein Heimatland Belgien von der deutschen Wehrmacht besetzt wurde. Er bot sich bei der belgischen Botschaft als Freiwilliger an und wurde zunächst in Kanada und später in Großbritannien ausgebildet. 1944 war er als Fallschirmjäger an der Ardennenoffensive beteiligt und wurde für seinen Einsatz mit dem Kriegskreuz mit Palmen ausgezeichnet. Als er nach Kriegsende zu seiner Familie zurückkehrte, hatte er diese fünf Jahre lang nicht gesehen. In späteren Jahren engagierte sich De Neef in der Lokalpolitik, wurde Ratsmitglied und Beigeordneter in seiner Heimatstadt Lokeren.
De Neef war auch als Organisator von Radrennen tätig. 1995 wurde er von der Stadt wegen seiner Verdienste um den Sport als Sportler des Jahres von Lokeren geehrt. In Lokeren wird jährlich der Grote Prijs Stad Lokeren Ereprijs Roger De Neef ausgetragen.